# Parlamentswahl in Bulgarien 1997
- BSP: 58
- EL: 14
- DPS: 19
- ODS: 137
- BBB: 12

Die Parlamentswahl in Bulgarien 1997 fand am 19. April 1997 statt und bestimmte die 240 Abgeordneten des Narodno Sabranie. Die vorgezogenen Neuwahlen waren notwendig geworden, nachdem die sozialistische Regierung Anfang des Jahres zusammenbrach und Stefan Sofijanski eine Interimsregierung bilden musste. Das Wahlbündnis Vereinigte Demokratische Kräfte um Sajus na Demokratitschnite Sili wurde zum eindeutigen Wahlsieger und führte mit einer komfortablen absoluten Mehrheit die Regierung Kostow. Die Bulgarische Sozialistische Partei verlor mehr als die Hälfte ihrer Sitze und stürzte auf 22 Prozent ab. Die von ihr abgespaltene Ewrolewiza schaffte es knapp über die Sperrklausel und zog mit 14 Abgeordneten ein.

## Ergebnis
| Listen                            | Listen                                                                       | Stimmen   | %    | Mandate | +/- |
| --------------------------------- | ---------------------------------------------------------------------------- | --------- | ---- | ------- | --- |
|                                   | Vereinigte Demokratische Kräfte (ODS) Obedineni Demokratitschni Sili         | 2.223.714 | 52,3 | 137     | +50 |
|                                   | Bulgarische Sozialistische Partei (BSP) Balgarska sozialistitscheska partija | 939.308   | 22,1 | 58      | −67 |
|                                   | Bewegung für Rechte und Freiheiten (DPS) Dwischenie sa Prawa i Swobodi       | 323.429   | 7,6  | 19      | +4  |
|                                   | Ewrolewiza                                                                   | 234.058   | 5,5  | 14      | +14 |
|                                   | Balgarski Bisnes Blok                                                        | 209.796   | 4,9  | 12      | −1  |
|                                   | Sonstige (keine über 4 %)                                                    | 324.990   | 7,6  | –       | –   |
| Gesamt                            | Gesamt                                                                       | 4.255.295 | 100  | 240     | –   |
|                                   |                                                                              |           |      |         |     |
| Ungültige Stimmen                 | Ungültige Stimmen                                                            | 35.963    | 0,8  |         |     |
| Wähler                            | Wähler                                                                       | 4.291.258 | 58,9 |         |     |
| Wahlberechtigte                   | Wahlberechtigte                                                              | 7.289.956 |      |         |     |
|                                   |                                                                              |           |      |         |     |
| Quelle: Inter-Parliamentary Union |                                                                              |           |      |         |     |